# Образув (гмина)
Образув (пол. Obrazów) — сельская гмина (волость) в Польше, входит как административная единица в Сандомирский повет, Свентокшиское воеводство. Население — 6775 человек (на 2004 год).

## Демография
| Перепись                       | Всего   | Всего | Женщины | Женщины | Мужчины | Мужчины |
| ------------------------------ | ------- | ----- | ------- | ------- | ------- | ------- |
| Единицы                        | человек | %     | человек | %       | человек | %       |
| Население                      | 6775    | 100   | 3430    | 50,6    | 3345    | 49,4    |
| Плотность населения (чел./км²) | 94,3    | 94,3  | 47,7    | 47,7    | 46,5    | 46,5    |

## Соседние гмины
1. Гмина Двикозы
2. Гмина Климонтув
3. Гмина Липник
4. Гмина Самбожец
5. Сандомир
6. Гмина Вильчице